# Seuleumbah
Seuleumbah is een bestuurslaag in het regentschap Bireuen van de provincie Atjeh, Indonesië. Seuleumbah telt 420 inwoners (volkstelling 2010).